# برايان ديفيس (قسيس)
برايان ديفيس (بالإنجليزية: Brian Davis)‏ هو قسيس نيوزيلندي، ولد في 28 أكتوبر 1934 في Stratford, New Zealand ‏ في نيوزيلندا، وتوفي في 22 يونيو 1998.